# Томмі Сен Яго
Томмі Сен Яго (нід. Tommy St. Jago, нар. 3 січня 2000, Утрехт, Нідерланди) — нідерландський футболіст індонезійського походження, центральний захисник клубу «Утрехт».

## Ігрова кар'єра

### Клубна
Томмі Сен Яго починав займатися футболом в академії столичного клубу «Аякс», куди він потрапив у віці восьми років. Згодом футболіст повернувся до свого рідного міста Утрехт, де продовжив грати у молодіжній команді місцевого однойменного клуба.
З 2018 року Сен Яго почав виступати у молодіжній команді «Утрехта». Дебют у першій команді клубу відбувся у січні 2020 року у матчі Ередивізі.

### Збірна
З 2016 року Томмі Сен Яго захищав кольори юнацьких збірних Нідерландів. У 2017 році у складі збірної Нідерландів (U-17) Сен Яго брав участь у юнацькій першості Європи у Хорватії. 